# خورخي موريرا دا سيلفا
خورخي موريرا دا سيلفا هو مهندس وسياسي برتغالي، ولد في 24 أبريل 1971 في فيلا نوا د فاماليساو في البرتغال. نشط حزبياً في الحزب الديمقراطي الاجتماعي. في انتخابات البرلمان الأوروبي 1999، انتخب عضو في البرلمان الأوروبي عن دائرة البرتغال ‏ لترشحه ضمن قائمة الحزب الديمقراطي الاجتماعي، وقد انضم خلال فترته النيابية (20 يوليو 1999 – 5 أكتوبر 2003) للكتلة البرلمانية كتلة حزب الشعب الأوروبي وفي 1995 Portuguese legislative election ‏، انتخب عضو مجلس الجمهورية ‏ عن دائرة دائرة براقرة ‏ وقد انضم خلال فترته النيابية ‏ للكتلة البرلمانية الحزب الديمقراطي الاجتماعي.